# Eldborg
L’Eldborg (nome completo Eldborg í Hnappadal o Eldborg á Mýrum), è un cratere vulcanico situato nella regione del Vesturland, nella parte occidentale dell'Islanda.

## Denominazione
Eldborg in lingua islandese è il termine normalmente impiegato per indicare un cono di scorie risultante dalla saldatura di scorie vulcaniche e significa letteralmente castello di fuoco.

## Descrizione
Il cratere Eldborg è un cono di scorie situato nella valle Hnappadalur, circa 40 km a nord di Borgarnes e ad ovest della strada S50 che porta alla penisola di Snæfellsnes.
Il cratere principale misura circa 200 m di diametro, è profondo 50 m e ha pareti molto ripide sia nella parte interna che in quella esterna. Ci sono tre crateri più piccoli nelle vicinanze.

## Storia
Nel Medioevo si riteneva che l'Eldborg fosse stato originato da un'eruzione vulcanica avvenuta attorno all'anno 1000, al tempo dei primi insediamenti in Islanda. Infatti nel Landnámabók, lo storico libro degli insediamenti in Islanda, viene citata un'eruzione avvenuta in quella zona proprio in quel periodo: "Ma di notte c'è stata un'eruzione vulcanica e il campo di lava di Borgarhraun era in fiamme. C'era una fattoria dove ora c'è un cratere."
Le indagini successive hanno appurato che l'ultima eruzione dell'Eldborg si è verificata tra 5.000 e 9.000 anni fa e ha creato il campo di lava di Eldborgarhraun. Si ritiene pertanto che l'eruzione e il campo di lava citati nel Landnámabók siano riferibili al Rauðakúla, un altro dei crateri esistenti nella valle Hnappadalur.